# Friedrich Frisius
Friedrich Frisius (Bad Salzuflen, 17 gennaio 1895 – Lingen, 30 agosto 1970) è stato un ammiraglio tedesco, che nelle fasi finali della seconda guerra mondiale fu comandante della Fortezza di Dunkerque. L'ultima operazione offensiva tedesca in Francia fu il contrattacco da lui lanciato (Operazione Blücher) contro le truppe alleate che accerchiavano la città all'alba del 5 aprile 1945; sebbene esso ebbe un limitato successo, fu abbastanza forte da causare notevoli difficoltà agli Alleati in quel momento. Dunkerque resistette fino al 4 maggio 1945, pochi giorni prima della resa generale tedesca, e capitolò formalmente solo il 9 maggio.

## Biografia
Nacque a Bad Salzuflen il 17 gennaio 1895, figlio del pastore luterano Karl Friedrich Wilhelm e di Karoline Luise Antoinette Fromme. Diplomatosi al Gymnasium Georianum di Linden si arruolò nella Kaiserliche Marine (Corso 13) come cadetto  il 1º aprile 1913 e completò il suo addestramento di base sull'incrociatore protetto Victoria Louise. Passò poi a frequentare la Scuola navale di Mürwik , dove fu nominato Fähnrich zur See il 3 aprile 1914m e con lo scoppio della prima guerra mondiale fu trasferito alla II Divisione torpediniere. Prestò servizio sul tender d'artiglieria Dragon e dopo la promozione a Leutnant zur See fu impiegato come ufficiale di guardia dal 18 settembre 1915 al giugno 1916. In questo ruolo prestò servizio presso la 18. Torpedoboots-Halbflottille fino a oltre la fine della guerra e venne insignito della Croce di Ferro in entrambe le classi.
Dal 20 febbraio al 6 dicembre 1919 fu ufficiale di guardia della "Eisernen Flottille" di Wilhelmshaven, una formazione composta da torpediniere. Successivamente si unì per un breve periodo alla Brigata della Marina di Loewenfeld, lavorò come ufficiale di compagnia nel dipartimento della difesa costiera e come ufficiale d'ordinanza nello staff del comandante delle forze terrestri del Mar Baltico.
Dopo essere stato accettato nella Reichsmarine, dal 1º ottobre 1921 al 31 marzo 1923, come Oberleutnant zur See (dal 7 gennaio 1920), fu ufficiale di compagnia presso il V Dipartimento di difesa costiera (Küstenwehrabteilung V). Trascorse un anno come ufficiale di guardia sulla nave da battaglia Hannover e venne promosso Kapitänleutnant il 1 aprile 1925, divenendo aiutante della Divisione navale del Mar Baltico. Fu poi trasferito a Swinemunde per due anni come comandante della torpediniera T 158 in forza alla 2. Torpedobootshalbflottille. Fu poi per altri due anni terzo ufficiale di stato maggiore dell'ammiraglio comandante la Stazione navale nel Mare del Nord, e il 1º ottobre 1929 fu assegnato al Dipartimento della Difesa del Reichswehrministerium a Berlino. Rimase nella Capitale fino al 7 ottobre 1931 e poi prestò servizio come ufficiale di navigazione sull'incrociatore leggero Leipzig fino al 28 settembre 1933. 
Promosso Korvettenkapitän il 1 ottobre 1932, fu trasferito alla Accademia navale di Mürwik, dove lavorò prima come insegnante e poi come ufficiale di stato maggiore. Dal 21 settembre 1935 al 4 dicembre 1938 fu nuovamente al Reichswehrministerium come relatore o capogruppo nel Dipartimento degli Esteri dell'Ufficio della Wehrmacht (WA). Lì fu promosso Fregattenkapitän il 1 ottobre 1936, e poi, divenuto Kapitan zur See il 1 luglio 1938, fu impiegato come ufficiale di stato maggiore presso l'Ufficio navale di Amburgo dal 5 dicembre 1938.
Nel 1939 era ufficiale di stato maggiore del Centro servizi (Kriegsmarinedienststellen)  della Kriegsmarine di Amburgo ricoprendo l'incarico fino allo scoppio della seconda guerra mondiale. Dopo la fine della battaglia di Francia si trasferì, il 6 giugno 1940, in Francia come comandante dell'ufficio navale di Boulogne.
Anche dopo che il suo ufficio fu ribattezzato Comandante della Difesa Navale di Boulogne, ne rimase l'ufficiale comandante. Il 16 dicembre 1941 questo ufficio fu unito ad altri tre uffici di comando, ed egli assunse l'incarico di Comandante della difesa navale del Passo di Calais. Ricoprendo questo ruolo fino al 28 ottobre 1944, fu promosso contrammiraglio il 1 dicembre 1942. La sua posizione era di grande importanza e di grande impatto sulla strategia militare tedesca., perché era qui che ci si aspettava lo sbarco principale degli Alleati al momento dell'invasione dell'Europa. Il 15 settembre 1944, quando le difese dell'intero Passo di Calais erano quasi inesistenti, fu trasferito al comando della Fortezza di Dunkerque (Festung Duenkirchen) e il giorno successivo insignito della Croce dell'Ordine militare della Croce Tedesca in oro.
Solo pochi giorni prima di assumere il suo nuovo incarico, lui e la forte guarnigione di Dunkerque furono completamente circondati dalle truppe Alleate della 1ª Armata canadese, sostituite successivamente con le forze della 1ª Brigata corazzata cecoslovacca. Il possesso del porto di Dunkerque da parte dei tedeschi doveva essere mantenuto a tutti i costi per vincolare le unità alleate al suo assedio e impedire loro di utilizzarlo.
Promosso viceammiraglio il 30 settembre 1944, comandò le forze tedesche durante il lungo assedio alla fortezza del 1944-1945. Il 5 maggio 1945 con le forze al suo comando lanciò l'operazione Blücher, un ultimo disperato tentativo di rompere l'assedio, causando notevoli danni alle forze Alleate.  L'attacco sorprese il comando britannico, tanto che i ponti vicino alla città furono fatti saltare, e sebbene gli Alleati contrattaccassero prontamente sotto una pesante copertura aerea, non riuscirono a far indietreggiare le truppe tedesche dalle posizioni appena conquistate..  Pur accettando successivamente di osservare un cessate il fuoco a partire dalla mezzanotte, egli non era ancora disposto a deporre le armi e ad arrendersi.  Affermò di essere incerto se i termini di resa accettati dall'Alto Comando tedesco a Reims includessero la sua fortezza e insistette per chiedere ulteriori chiarimenti al suo nuovo "Führer", il Großadmiral Karl Dönitz.
Firmò la resa incondizionata il 9 maggio 1945, consegnando la fortezza nelle mani del generale di brigata Alois Liška presso il quartier generale della brigata a Wormhout. Da allora fino al suo rilascio il 6 ottobre 1947 fu detenuto come prigioniero di guerra a Island Farm, il Campo Speciale 11 a Bridgend. Si spense a Lingen il 30 agosto 1970.

### Annotazioni
1. ↑  Prima della seconda guerra mondiale, i quattro Kriegsmarinedienststellen, o Centri di servizio della Marina, erano situati a Brema, Amburgo, Stettino e Königsberg.
2. ↑  Come gli altri Kriegsmarinedienststellen, era responsabile della fornitura di navi mercantili per lo sforzo bellico e della supervisione della catena di approvvigionamento e della preparazione e del movimento delle truppe.

### Fonti
1. 1 2 3 4 5 6 7 8 9 10  Gravestone.
2. 1 2 3 4 5 6 7 8 9 10 11 12 13 14 15 16 17 18 19 20 21  Special Camp 11.
3. 1 2  Patzwall, Scherzer 2001, p. 124.
4. ↑  Müller, Volkmann 2012, p. 254.